# Samir Ramírez
Samir José Ramírez Headley (ur. 27 kwietnia 1997 w mieście Panama) – panamski piłkarz występujący na pozycji lewego obrońcy, reprezentant Panamy, od 2024 roku zawodnik Sportingu San Miguelito.